# Acrolepis
Acrolepis è un genere di pesci ossei estinto, appartenente ai paleonisciformi. Visse tra il Carbonifero inferiore e il Permiano superiore (circa 345 - 254 milioni di anni fa) e i suoi resti fossili sono stati ritrovati in Europa e in Nordamerica. Altri fossili attribuiti con qualche dubbio a questo genere sono stati ritrovati in Sudamerica, Asia e Australia.

## Descrizione
Questo pesce era di grandi dimensioni, e le specie più grandi potevano raggiungere i tre metri di lunghezza. Solitamente i membri del genere Acrolepis erano più piccoli e la lunghezza era compresa tra i 40 centimetri e il metro. Il corpo era piuttosto snello, con una testa allungata e un muso arrotondato. I denti erano lunghi e aguzzi, simili a quelli dell'attuale luccio. La pinna dorsale era posta all'indietro, nella parte posteriore del corpo; le pinne pettorali e ventrali erano relativamente grandi, di dimensioni simili alla pinna anale. Le scaglie che ricoprivano il corpo di Acrolepis, benché ricoperte di ganoina, erano piccole e a forma di diamante, e si sovrapponevano l'una all'altra in un modo simile alle tegole di un tetto.

## Classificazione
Il genere Acrolepis è stato descritto per la prima volta nel 1844 da Louis Agassiz, nella sua monumentale opera Recherches sur les Poissons Fossiles. Molte specie sono state ascritte a questo genere, simili per morfologia ma non per dimensioni; Acrolepis risulta così un genere particolarmente longevo e dall'enorme areale: i suoi fossili sono stati ritrovati in quasi tutti i continenti in un intervallo geologico di quasi 100 milioni di anni. Le specie più note sono Acrolepis sedgwicki, A gigas e A. ortholepis.

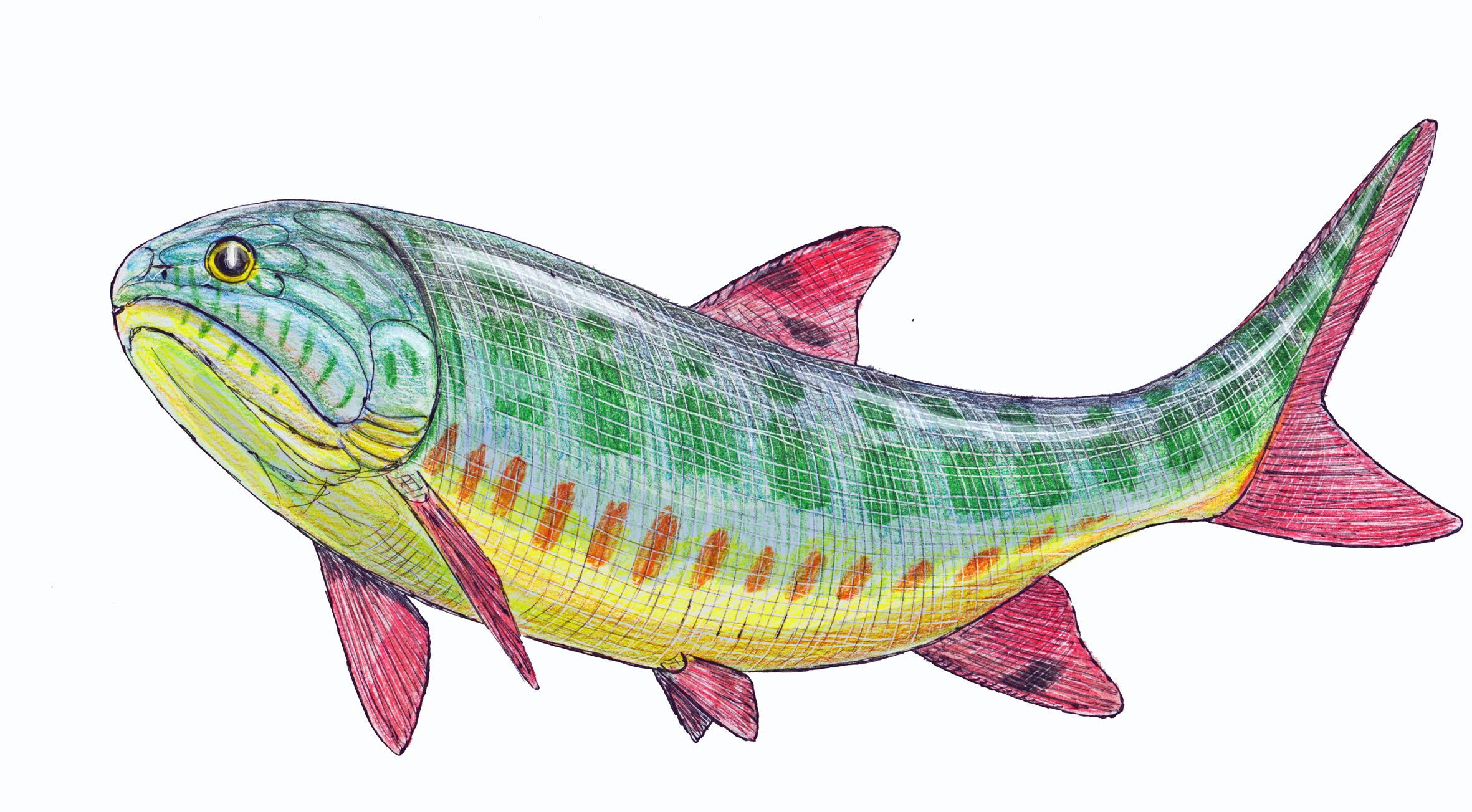
Ricostruzione di Acrolepis gigas

Acrolepis è il genere eponimo degli Acrolepididae, un gruppo di pesci arcaici sviluppatisi tra il Carbonifero e il Permiano, dotati di scaglie ganoidi di piccole dimensioni e disposte in file oblique. Gli acrolepidi sono ritenuti appartenere ai paleonisciformi, un gruppo di pesci ossei comprendenti numerose forme arcaiche dalle diverse morfologie.

## Paleobiologia
Acrolepis era un vorace predatore che si muoveva velocemente e cacciava animali più piccoli con movimenti guizzanti.  